# 安樂進
安樂 進（あんらく すすむ、1942年9月8日 - ）は、日本の地方公務員。東京都知事本部長や、東京都財務局長を経て、ゆりかもめ代表取締役社長を務めた。

## 人物・経歴
東京大学文学部卒業。1967年東京都入庁、主税局新宿税務事務所徴収課。1991年東京都総務局参事（人事部人事課長事務取扱）。1992年東京都立松沢病院事務局長。1994年東京都港湾局開発部長。1996年東京都労働経済局総務部長。1998年東京都清掃局理事（移管準備担当）。1999年東京都清掃局長。2001年東京都知事本部長。同年東京都財務局長。2002年ゆりかもめ代表取締役社長。2013年瑞宝小綬章受章。